# Ардмор (аэропорт, Алабама)
Аэропорт Ардмор (англ. Ardmore Airport), (FAA LID: 1M3) — частный гражданский аэропорт, расположенный в населённом пункте Ардмор (Алабама, США).

## Операционная деятельность
Аэропорт Ардмор занимает площадь в 19 гектар, расположен на высоте 280 метров над уровнем моря и эксплуатирует одну взлётно-посадочную полосу:
- 1/19 размерами 823 х 30 метров с покрытием из травы и торфа.

В период со 2 апреля 1995 по 2 апреля 1996 года аэропорт Ардмор обслужил 2260 операций по взлётам и посадкам воздушных судов (в среднем 189 операций ежемесячно), все рейсы пришлись на авиацию общего назначения и военную авиацию.